# Prehod (računalništvo)
Prehod (angleško gateway) je skupek strojne in programske opreme potrebne za komunikacijo več tehnološko različnih omrežij. Pogosto je to računalnik, na katerem teče program za pretvorbo podatkov med dvema različnima okoljema.
Prehod zagotavlja pretvorbo protokolov iz ene omrežne arhitekture v drugo, zaradi česar upočasnjuje pretok podatkov. 
Prehod pogosto uporabljamo kot vhodno izhodno točko pri povezovanju lokalnega omrežja z globalnim. Pri tem prehod poskrbi, da v lokalno omrežje vstopajo le paketi namenjeni temu omrežju in obratno - izstopali bodo samo paketi namenjeni računalniku ali napravi zunaj tega omrežja. Ves lokalni promet ostane znotraj lokalnega omrežja.